# 日本作曲家協会
公益社団法人日本作曲家協会（こうえきしゃだんほうじん にほんさっきょくかきょうかい、英称：JAPAN COMPOSER'S ASSOCIATION、略称：JACOMPA）は、日本の作曲家の団体。会長は徳久広司。
毎年末に開催される音楽賞である日本レコード大賞を主催することで知られる。

## 沿革
- 1958年（昭和33年）12月 - 創立
- 1973年（昭和48年）10月 - 社団法人に移行
- 2012年（平成24年）4月 - 公益認定をうけ公益社団法人となる

## 所在地
- 〒106-0032 東京都港区六本木3-4-7

## 会員
- 会員数537名（2019年（令和元年）5月20日現在）
- 会員数465名（2023年（令和5年）3月3日現在）

## 歴代会長
- 古賀政男（1958年 - 1978年）
- 服部良一（1978年 - 1993年）
- 吉田正（1993年 - 1997年）
- 船村徹（1997年 - 2005年）
- 遠藤実（2005年 - 2008年）
- 服部克久（2008年 - 2013年）
- 叶弦大（2013年 - 2017年）
- 弦哲也（2017年 - 2023年）
- 徳久広司（2023年 - ）

## 活動趣旨・事業内容
- 作曲活動の振興を通じて音楽の向上と普及を図り、わが国の芸術文化の発展に寄与することを目的とする。
- 研究発表会・演奏会・講演会などの開催
- 作曲活動の奨励及び顕彰
- 外国音楽団体との交流
- 関係団体との連絡及び協力
- 会報及び音楽関係図書の刊行
- 日本レコード大賞・ソングコンテスト開催
- その他協会の目的を達成するために必要な事業